# Присяжний переклад
Присяжний переклад — це тип перекладу, який відповідає вимогам відповідної країни, що дозволяє використовувати його в офіційних процедурах. Перекладач несе відповідальність за його точність. Вимоги значно відрізняються залежно від країни: поки в деяких дозволяють лише державним перекладачам виконувати такі переклади, у інших їх приймають від будь-якої компетентної двомовної особи. Між цими двома крайнощами знаходяться країни, де присяжний переклад може бути здійснений будь-яким професійним перекладачем із відповідними повноваженнями (які можуть включати в себе членство в певних асоціаціях перекладачів або володіння певною кваліфікацією).
Англомовні країни, такі як Сполучене Королівство, США, Австралія та Нова Зеландія вимагають від перекладача свідчення, що підтвердить адекватність перекладу. Цей тип сертифікації вимагається державними органами Великобританії, такими як Міністерство внутрішніх справ, Прикордонне агентство Великобританії, а також багатьма університетами та більшістю іноземних посольств.
Європейські країни (за винятком вище згаданої Британії), як правило, мають набагато суворіші закони щодо того, хто може виконувати присяжний переклад: більшість призначає офіційних сертифікованих перекладачів залежно від того, чи отримали вони кваліфікацію, що регулюється місцевою державою.

## Правові вимоги
В юридичних та офіційних цілях доказові документи та інша офіційна документація зазвичай повинна бути написана офіційною мовою (мовами) юрисдикції.
У деяких країнах для того, щоб переклад офіційного документа набув юридичної сили, перекладач зобов’язаний дати присягу, засвідчуючи, що переклад є точним юридичним еквівалентом оригінального тексту. Зазвичай право складати таку присягу надається лише перекладачам зі спеціальним званням або акредитацією. У деяких юрисдикціях переклад визнається юридично чинним тільки якщо до нього додається оригінал документа або його нотаріально засвідчена копія.
Навіть спеціалізація на юридичному перекладі або наявність юридичної освіти у своїй країні не гарантує те, що особа є присяжним перекладачем. Процедура переведення до юридичної еквівалентності відрізняється від країни до країни.

### Аргентина
Відповідно до Закону № 20305, усі публічні документи (включно з особистими документами та деякими комерційними контрактами) підлягають перекладу і засвідченню сертифікованим «публічним перекладачем» (traductor público), підпис і печатка якого мають бути підтверджені професійною організацією перекладача. Закон поширюється на фізичних осіб, компанії, судові органи та інші державні установи у випадках використання документів або свідчень, складених іноземною мовою. Для отримання кваліфікації публічного перекладача з однієї з основних європейських мов, кандидати повинні пройти відповідну університетську підготовку, яка передбачає здобуття професійного ступеня traductor público.

### Австрія
Відповідно до розділу 14 Закону № 137/1995 (SDG) про знавців, усних і письмових перекладачів, регіональні суди уповноважені призначати присяжних перекладачів для перекладу з німецької мови на будь-яку іншу мову (включаючи жестову), за умови успішного складання офіційного іспиту та подальшого проголошення присяги в суді. Для допуску до іспиту кандидати мають надати підтвердження щонайменше п’яти років професійного досвіду в галузі письмового чи усного перекладу, або не менше двох років перекладацького досвіду при наявності вищої освіти з перекладу. Хоча здебільшого таких фахівців називають Gerichtsdolmetscher, офіційна назва їхнього статусу — allgemein beeidete/r und gerichtlich zertifizierte/r Dolmetscher/in.
Присяжні перекладачі мають право створювати офіційні документи шляхом засвідчення перекладу підписом і печаткою, додаючи його до оригіналу.
Додаткове нотаріальне підтвердження підпису не вимагається, а присяжні перекладачі можуть звертатися до суду з проханням про додавання апостиля. Використання присяжних перекладачів для подолання мовних бар’єрів заохочується. У більшості державних установ Австрії документи, що були перекладені та підписані присяжним перекладачем, визнаються юридично еквівалентними оригіналу. Дозвіл втрачає чинність у разі невиконання вимоги щодо проходження регулярного професійного навчання.

### Бельгія
Присяжні перекладачі в Бельгії дають присягу перед головою трибуналу першої інстанції судового округу, у якому вони проживають. Раніше письмові та усні перекладачі, які претендували на отримання статусу присяжного, проходили перевірку, що здійснювалася Королівським прокурором. Кандидати повинні зазначити мовні комбінації, які вони бажають внести до своєї присяги. Формальних обмежень щодо кількості чи типу мовних комбінацій не передбачено. Диплом перекладача, як правило, визнається належним підтвердженням професійної компетентності.
Однак після інциденту, пов’язаного з нелегальним іммігрантом, який отримав статус присяжного перекладача, президент трибуналу першої інстанції в Антверпені ініціював пробний проєкт, згідно з яким особи, які бажають набути статусу присяжного перекладача, зобов’язані пройти спеціальне навчання та скласти кваліфікаційний іспит. Крім того, на підставі власного тлумачення мовного законодавства, той самий президент постановив, що єдині мовні комбінації, які можуть бути визнані для статусу присяжного перекладача є ті, у яких нідерландська мова є або мовою оригіналу, або мовою перекладу. Така позиція наразі не підтримується іншими судовими округами Бельгії.

### Бразилія
Офіційні документи підлягають перекладу виключно державними присяжними перекладачами, сертифікованими та акредитованими торговельним реєстром відповідного штату. Кандидати зобов’язані скласти надзвичайно складні письмові та усні іспити з визначених ними мов. Після успішної здачі екзамену, їм присвоюється реєстраційний номер, який обов’язково зазначається в заголовку кожного перекладу. У разі відсутності зареєстрованого публічного перекладача для конкретної мови, Реєстр торгівлі може тимчасово призначити спеціального перекладача для виконання окремого завдання. Торговельний реєстр кожного штату також встановлює офіційні тарифи на переклад.
Хоча присяжні перекладачі мають проживати в межах штату, де вони зареєстровані, їхні переклади визнаються чинними на всій території країни. При цьому органи влади в інших штатах можуть вимагати нотаріального засвідчення перекладача.
Іноземні документи, призначені для офіційного перекладу, мають бути попередньо легалізовані консульством або посольством Бразилії в країні їхнього походження. У випадку перекладу офіційних документів з португальської на іноземну мову може знадобитися додаткова перевірка підпису присяжного перекладача Міністерством закордонних справ Бразилії — якщо цього вимагає відповідна установа або орган влади іноземної держави.

### Канада
Офіційний переклад документів у Канаді може здійснюватися двома способами.
Перший — це сертифікований переклад, який виконується дипломованим перекладачем і супроводжується відповідною заявою, підписом і печаткою. Звання «сертифікований перекладач» є захищеним професійним статусом у Канаді, і право його використання мають виключно особи, що успішно склали сертифікаційний іспит і які є членами відповідної провінційної асоціації перекладачів.
Другий спосіб — це оформлення офіційного перекладу шляхом додавання письмового свідчення під присягою, яка підписана перекладачем у присутності державного нотаріуса або іншої уповноваженої особи, яка має право приймати присягу.

### Німеччина
Німецькі регіональні суди (Landgerichte) мають повноваження призначати «присяжних перекладачів». Назва посади, а також процедура призначення можуть відрізнятися залежно від федеральної землі. У більшості випадків кандидати повинні скласти кваліфікаційний іспит. На загальнодержавному рівні функціонує офіційна база даних www.justiz-uebersetzer.de, яка містить перелік всіх присяжних перекладачів у різних федеральних землях.

### Угорщина
В Угорщині існує п’ять типів кваліфікації для перекладачів: технічний перекладач, технічний перекладач-редактор, усний перекладач, технічний усний перекладач та конференц-перекладач. Здобути ці кваліфікації можна в межах бакалаврських і магістерських програм, післядипломної освіти, а також у закладах, які є акредитованими Міністерством державного управління та юстиції.
Будь-хто, незалежно від віку та наявності фахової освіти, може подати заявку на складання кваліфікаційного іспиту з усного перекладу. Кваліфікацію з технічного письмового та усного перекладу, редагування технічного перекладу, а також конференц-перекладу можна отримати в таких галузях: соціальні науки, природничі науки, технології та економіка. Особи, які мають диплом у відповідній галузі, мають право подати заявку на складання кваліфікаційного іспиту з технічного письмового або усного перекладу. Особи, які вже володіють кваліфікацією технічного перекладача або технічного перекладача-редактора, можуть отримати додаткову кваліфікацію в галузі конференц-перекладу чи редагування технічного перекладу відповідно.
Національне бюро перекладу та атестації (Országos Fordító és Fordításhitelesítő Iroda, OFFI) є уповноваженою установою в Угорщині, яка має право здійснювати засвідчені переклади з угорської мови та на угорську, незалежно від того, чи був переклад виконаний самим бюро чи третьою стороною. OFFI також має повноваження виготовляти завірені копії документів, написані іноземними мовами.
У разі відсутності доступного перекладача в бюро, призначається перекладач, зареєстрований місцевою владою. Якщо ж і такий спеціаліст відсутній, суд може призначити іншу особу, яка має належний рівень володіння відповідною мовою.

### Індія
Усний чи письмовий перекладач, згідно з главою 26 Цивільного права судів штату Махараштра "ПРИСЯГИ ТА АФІДЕВІТИ", розділ 6 Закону про присягу 1969 року (пункт 515), може за допомогою форми № 3 скласти письмову заяву про те, що він може добре і правдиво тлумачити докази, надані свідками, і правильно та точно перекладати всі документи, надані йому або їй для перекладу.

### Індонезія
В Індонезії звання присяжного перекладача надається особам, які пройшли спеціалізовану підготовку та склали іспит з правового перекладу, організований факультетом лінгвістики та культурних наук Університету Індонезії (FIB, UI). Після успішного складання іспиту кандидат має бути приведений до присяги губернатором провінції Спеціального столичного округу Джакарти (DKI Jakarta), за умови наявності у нього чинного посвідчення особи, зареєстрованої в Джакарті. У інших регіонах країни кандидат повинен звернутися з відповідним запитом до губернатора свого регіону для складання присяги та отримання офіційного статусу присяжного перекладача.
Крім цього, Асоціація індонезійських перекладачів (Himpunan Penerjemah Indonesia, HPI) також проводить сертифікаційні іспити для своїх членів, які прагнуть отримати статус компетентного професійного перекладача. Термін дії такого сертифіката становить п’ять років.

### Італія
Як судові органи, так і консульства Італії мають повноваження призначати осіб на посаду «офіційного перекладача» (traduttore giurato або traduttore ufficiale). Такий статус надається кандидатам, які склали відповідний іспит або підтвердили свою мовну компетентність, зазвичай у формі університетського диплома.

### Мексика
У Мексиці нотаріальний переклад вважається перекладом, що є завірений підписом і печаткою уповноваженого урядом експерта-перекладача (Perito traductor autorizado). Зазвичай такі перекладачі отримують акредитацію від Суду відповідного штату або Федеральної судової ради,, хоча в окремих випадках повноваження можуть надаватися і місцевими органами влади, зокрема відділами реєстрації актів цивільного стану в штатах Гуанахуато та Халіско). Процедура отримання акредитації відрізняється залежно від штату, однак у більшості випадків складання іспиту є обовʼязковим. Додаткових вимог для підтвердження автентичності перекладу зазвичай не передбачається.

### Нідерланди
Бюро присяжних перекладачів, що є підрозділом Нідерландської ради правової допомоги, виконує повноваження, делеговані Міністерством юстиції, щодо реалізації положень Закону про присяжних усних і письмових перекладачів. У рамках своєї діяльності Бюро впровадило двоступеневу систему акредитації, однак лише вищий рівень акредитації має повну юридичну силу.

### Норвегія
Кандидати отримують сертифікацію через Асоціацію уповноважених урядом перекладачів  після того, як вони складають дуже складний іспит. Після сертифікації норвезький уряд надає перекладачам повноваження засвідчувати свої переклади після фрази «Справжній засвідчений переклад». Асоціація була заснована у 1913 році.

### Польща
У Польщі стандарти перекладу регулюються відповідним підрозділом Міністерства юстиції. Особи, які бажають надавати послуги присяжного перекладача, повинні скласти державний іспит, за результатами якого їх вносять до офіційного реєстру, надають персональний штамп і статус присяжного перекладача. Водночас для здійснення неприсяжних перекладів, зокрема ділових, адміністративних чи кореспондентських, достатньо фахової кваліфікації незалежного перекладача без офіційного статусу.

### Південна Африка
У Південно-Африканській Республіці перекладач повинен отримати дозвіл від Високого суду для здійснення офіційного перекладу. При цьому переклад має виконуватися на основі оригіналу або підтвердженої копії документа, що знаходиться у перекладача. Присяга на достовірність перекладу надається лише самим перекладачем, без залучення додаткових свідків, зокрема нотаріуса.

### Іспанія
В Іспанії присяжний переклад здійснюється перекладачем, офіційно призначеним Міністерством закордонних справ. Для отримання статусу «присяжного перекладача» (traductor-intérprete jurado) у комбінації кастильської мови з іншою кандидат повинен пройти іспит на кваліфікацію від Міністерства закордонних справ. Також статус присяжного перекладача можна отримати за умовою завершення університетського навчання в галузі письмового та усного перекладу з додатковим опануванням юридичних дисциплін. Після призначення перекладач реєструє підпис і печатку в Міністерстві, а його дані вносяться до публічного реєстру присяжних перекладачів.
У випадку перекладу на баскську, каталонську чи галісійську мови сертифікацію здійснюють регіональні органи влади за аналогічною процедурою.
Як правило, усі документи в межах території Іспанії повинні бути перекладені особою, яка була сертифікована іспанським Міністерством закордонних справ. Водночас, документи, що подаються до консульських установ Іспанії за кордоном, можуть бути перекладені в країні перебування перекладачем, сертифікованим відповідно до місцевого законодавства.

### Швеція
В Швеції Агенція юридичних, фінансових та адміністративних послуг (Kammarkollegiet) виступає офіційним органом, який здійснює акредитацію усних і письмових перекладачів. Кандидати зобов’язані скласти суворий кваліфікаційний іспит, організований агентством. Після успішного проходження процедури перекладачі отримують титул професіонала, що надає їм право здійснювати офіційні переклади. Переклади, виконані уповноваженими фахівцями, мають юридичну силу та визнаються обов’язковими в усіх правових процесах.

### Велика Британія
У Великій Британії нотаріальний переклад вважається перекладом, до якого додається письмова заява перекладача або перекладацької агенції, що підтверджує точність перекладу. Така заява має містити дату, ідентифікаційні дані перекладача (або керівника проекту) та контактну інформацію. Зазвичай завірені переклади супроводжуються підписом та печаткою для забезпечення додаткової автентичності. Цей формат сертифікації визнається офіційними структурами Великобританії, зокрема Міністерством внутрішніх справ, Паспортним офісом, Прикордонним агентством, університетами та іноземними посольствами, що діють на території Сполученого Королівства. Наявність контактної особи, яка може підтвердити достовірність перекладу є ключовим елементом у процедурі визнання його офіційним.

### США
У Сполучених Штатах нотаріальний переклад включає в себе оригінальний текст, його переклад і підписану заяву перекладача або представника перекладацької компанії, що підтверджує точність і повноту перекладу. Ця заява має бути нотаріально засвідчена. Варто зазначити, що в США не існує загальнонаціональної (федеральної чи штатної) системи ліцензування або сертифікації перекладачів, але існують професійні асоціації, які надають сертифікацію (наприклад, Американська асоціація перекладачів), їхні повноваження не прирівнюються до офіційних державних ліцензій, які практикуються в низці інших країн.

### Об'єднані Арабські Емірати
В Об’єднаних Арабських Еміратах (ОАЕ) термін «нотаріальний переклад» є синонімом «юридичного перекладу» і стосується перекладів, виконаних виключно перекладачами, які отримали ліцензію Міністерства юстиції ОАЕ. Для отримання такої ліцензії перекладач повинен успішно скласти іспит з відповідної мовної пари (арабська — іноземна мова), організований Міністерством. Станом на сьогодні Міністерство юстиції ОАЕ надає ліцензії лише на переклад дев’яти іноземних мов: англійської, французької, німецької, іспанської, італійської, російської, китайської, фарсі (також відома як перська) та турецької.
Лише юридичні переклади, виконані ліцензованими фахівцями, можуть бути нотаріально засвідчені Міністерством юстиції ОАЕ та легалізовані Міністерством закордонних справ і міжнародного співробітництва ОАЕ. Лише після цього такі переклади можуть бути прийняті до розгляду посольствами й консульствами, що працюють на території ОАЕ. Усі етапи легалізації можливі виключно для перекладів, виконаних юридичними перекладачами, акредитованими Міністерством юстиції.